# Jennifer Doey
Jennifer Doey (* 9. Januar 1965 in Peterborough, Ontario als Jennifer Walinga) ist eine ehemalige kanadische Ruderin.

## Biografie
Jennifer Doey besuchte das Peterborough Collegiate, wo sie verschiedene Sportarten wie Volley- und Basketball spielte. 1987 begann Doey an der Brock Universitybegann sie mit dem Bachelor of Liberal Studies. Bereits im Folgejahr wechselte sie an die University of Western Ontario, wo sie ein Lehramtsstudium begann.
In den 1980er Jahren begann sie auch ihre Ruderkarriere beim Peterborough Rowing Club. 1983 nahm sie an den Junioren-Weltmeisterschaften im Rudern teil und wurde ein Jahr später Mitglied im Nationalkader der Kanadier. Ihre erste Weltmeisterschaftsteilnahme hatte sie 1985. Ein Jahr später konnte sie bei den Weltmeisterschaften in Nottingham im Vierer mit Steuerfrau eine Bronzemedaille gewinnen. Bei den Commonwealth Games 1986 holte sie mit der kanadischen Mannschaft in der gleichen Disziplin die Goldmedaille.
Bei den Olympischen Sommerspielen 1988 in Seoul startete sie im Vierer mit Steuerfrau und belegte zusammen mit Heather Clarke, Tricia Smith, Lesley Thompson und Jane Tregunno den siebten Platz.
Mit dem kanadischen Vierer ohne Steuerfrau und im Achter wurde sie in Wien 1991 Weltmeisterin.
Auch bei den Olympischen Sommerspielen 1992 in Barcelona sollte Doey starten, jedoch musste sie wegen einer Verletzung absagen.
Nach ihrer Karriere unterrichtete Doey von 1992 bis 2007 an der St. Michaels University School.
2013 wurde Doey in die Hall of Fame des kanadischen Sports aufgenommen.